# Морено Ферраріо
Морено Ферраріо (італ. Moreno Ferrario, нар. 20 березня 1959, Лаїнате) — італійський футболіст, що грав на позиції захисника. По завершенні ігрової кар'єри — тренер. З 2015 року входить до тренерського штабу клубу «Спеція».
Виступав, зокрема, за клуб «Наполі», а також молодіжну та олімпійську збірні Італії.
Чемпіон Італії. Володар Кубка Італії.

## Клубна кар'єра
Народився 20 березня 1959 року в місті Лаїнате. Вихованець футбольної школи клубу «Варезе». Дорослу футбольну кар'єру розпочав 1975 року в основній команді того ж клубу, в якій провів два сезони, взявши участь у 40 матчах чемпіонату. 
Своєю грою за цю команду привернув увагу представників тренерського штабу клубу «Наполі», до складу якого приєднався 1977 року. Відіграв за неаполітанську команду наступні одинадцять сезонів своєї ігрової кар'єри. Більшість часу, проведеного у складі «Наполі», був основним гравцем захисту команди і провів у її складі понад 300 матчів у Серії А. 1987 року допоміг римській команді зробити золотий дубль, виборовши титули чемпіона Італії та володаря Кубка країни.
Згодом з 1988 по 1994 рік грав за «Рому», друголіговий «Авелліно», третьолігові «Сієну» та «Каррарезе».
Завершив ігрову кар'єру у команді «Саронно», представника четвертого італійського дивізіону, за яку виступав протягом 1994—1995 років.

## Виступи за збірні
1977 року дебютував у складі юнацької збірної Італії (U-20), у її складі був учасником тогорічного молодіжного чемпіонату світу.
Протягом 1977–1980 років залучався до складу молодіжної збірної Італії. На молодіжному рівні зіграв у 8 офіційних матчах, був учасником молодіжного Євро-1978 і молодіжного Євро-1980.
З 1979 по 1980 рік провів шість матчів за олімпійську збірну Італії.

## Кар'єра тренера
Розпочав тренерську кар'єру, повернувшись до футболу після невеликої перерви, 2003 року, очоливши тренерський штаб нижчолігового клубу «Вербанія», де пропрацював з 2003 по 2005 рік.
Згодом тренував молодь клубів «Варезе» і «Галларатезе», а такожосновну команду нижчолігового «Традате».
2015 року отримав посаду тренера молодіжних команд у структурі клубу «Спеція».

## Статистика виступів

### Статистика клубних виступів
| Сезон                 | Команда               | Чемпіонат             | Чемпіонат | Чемпіонат | Національний кубок | Національний кубок | Національний кубок | Континентальні кубки | Континентальні кубки | Континентальні кубки | Інші змагання | Інші змагання | Інші змагання | Усього | Усього |
| Сезон                 | Команда               | Ліга                  | Ігор      | Голів     | Ліга               | Ігор               | Голів              | Ліга                 | Ігор                 | Голів                | Ліга          | Ігор          | Голів         | Ігор   | Голів  |
| --------------------- | --------------------- | --------------------- | --------- | --------- | ------------------ | ------------------ | ------------------ | -------------------- | -------------------- | -------------------- | ------------- | ------------- | ------------- | ------ | ------ |
| 1975–76               | «Варезе»              | B                     | 10        | 0         | КІ                 | ?                  | ?                  | -                    | -                    | -                    | -             | -             | -             | 10     | 0      |
| 1976–77               | «Варезе»              | B                     | 30        | 0         | КІ                 | ?                  | ?                  | -                    | -                    | -                    | -             | -             | -             | 30     | 0      |
| Усього за «Варезе»    | Усього за «Варезе»    | Усього за «Варезе»    | 40        | 0         |                    | -                  | -                  |                      | -                    | -                    |               | -             | -             | 40     | 0      |
| 1977–78               | «Наполі»              | A                     | 28        | 0         | КІ                 | 9                  | 0                  | -                    | -                    | -                    | -             | -             | -             | 37     | 0      |
| 1978–79               | «Наполі»              | A                     | 28        | 0         | КІ                 | 7                  | 0                  | КУЄФА                | 2                    | 0                    | -             | -             | -             | 37     | 0      |
| 1979–80               | «Наполі»              | A                     | 30        | 0         | КІ                 | 6                  | 1                  | КУЄФА                | 4                    | 0                    | -             | -             | -             | 40     | 1      |
| 1980–81               | «Наполі»              | A                     | 29        | 0         | КІ                 | 4                  | 0                  | -                    | -                    | -                    | -             | -             | -             | 33     | 0      |
| 1981–82               | «Наполі»              | A                     | 25        | 0         | КІ                 | 6                  | 0                  | КУЄФА                | 2                    | 0                    | -             | -             | -             | 33     | 0      |
| 1982–83               | «Наполі»              | A                     | 30        | 4         | КІ                 | 8                  | 2                  | КУЄФА                | 4                    | 0                    | -             | -             | -             | 42     | 6      |
| 1983–84               | «Наполі»              | A                     | 30        | 3         | КІ                 | 5                  | 0                  | -                    | -                    | -                    | -             | -             | -             | 35     | 3      |
| 1984–85               | «Наполі»              | A                     | 29        | 0         | КІ                 | 6                  | 0                  | -                    | -                    | -                    | -             | -             | -             | 35     | 0      |
| 1985–86               | «Наполі»              | A                     | 26        | 0         | КІ                 | 0                  | 0                  | -                    | -                    | -                    | -             | -             | -             | 26     | 0      |
| 1986–87               | «Наполі»              | A                     | 29        | 1         | КІ                 | 12                 | 0                  | КУЄФА                | 2                    | 0                    | -             | -             | -             | 43     | 1      |
| 1987–88               | «Наполі»              | A                     | 26        | 0         | КІ                 | 7                  | 0                  | КЧ                   | 2                    | 0                    | -             | -             | -             | 35     | 0      |
| Усього за «Наполі»    | Усього за «Наполі»    | Усього за «Наполі»    | 310       | 8         |                    | 70                 | 3                  |                      | 16                   | 0                    |               | -             | -             | 396    | 11     |
| 1988–89               | «Рома»                | A                     | 12        | 0         | КІ                 | 0                  | 0                  | КУЄФА                | 0                    | 0                    | -             | -             | -             | 12     | 0      |
| 1989–90               | «Авелліно»            | B                     | 27        | 0         | КІ                 | ?                  | ?                  | -                    | -                    | -                    | -             | -             | -             | 27     | 0      |
| 1990–91               | «Авелліно»            | B                     | 16        | 0         | КІ                 | ?                  | ?                  | -                    | -                    | -                    | -             | -             | -             | 16     | 0      |
| Усього за «Авелліно»  | Усього за «Авелліно»  | Усього за «Авелліно»  | 43        | 0         |                    | ?                  | ?                  |                      | -                    | -                    |               | -             | -             | 43     | 0      |
| 1991–92               | «Сієна»               | C1                    | 24        | 0         | КІ-C               | ?                  | ?                  | -                    | -                    | -                    | -             | -             | -             | 24     | 0      |
| 1992–93               | «Каррарезе»           | C1                    | 31        | 2         | КІ-C               | ?                  | ?                  | -                    | -                    | -                    | -             | -             | -             | 31     | 2      |
| 1993–94               | «Каррарезе»           | C1                    | 30        | 0         | КІ-C               | ?                  | ?                  | -                    | -                    | -                    | -             | -             | -             | 30     | 0      |
| Усього за «Каррарезе» | Усього за «Каррарезе» | Усього за «Каррарезе» | 61        | 2         |                    | ?                  | ?                  |                      | -                    | -                    |               | -             | -             | 61     | 2      |
| 1994–95               | «Саронно»             | C2                    | 4         | 0         | КІ-C               | ?                  | ?                  | -                    | -                    | -                    | -             | -             | -             | 4      | 0      |
| Усього за кар'єру     | Усього за кар'єру     | Усього за кар'єру     | 495       | 10        |                    | 38+                | 2+                 |                      | 12                   | 0                    |               | -             | -             | 545+   | 12+    |

## Титули і досягнення
- Чемпіон Італії (1):

«Наполі»: 1986-1987
- Володар Кубка Італії (1):

«Наполі»: 1986-1987